# Řebříček sleziníkolistý
Řebříček sleziníkolistý (Achillea aspleniifolia) je jedním z mnoha druhů rodu řebříček. Druh vznikl vydělením ze širokého rodu řebříček obecný do jehož okruhu nyní patří. Řebříček sleziníkolistý je v České republice i na Slovensku považován za vzácnou rostlinu které hrozí vymizení.

## Výskyt
Tento panonský subendemit je rozšířen od Rakouska (Dolní Rakousy a Burgenland) přes jižní Moravu, jižní Slovensko, Maďarsko, Slovinsko, Chorvatsko (Slavonie), Srbsko (Vojvodina) až do Rumunska (Sedmihradsko). Roste v termofytiku, nejčastěji v nížinách.
V České republice se vyskytuje velmi vzácně, v současnosti je znám pouze z 10 lokalit v nejteplejších oblastech jižní Moravy. Ty větší se nacházejí v okolí Bzence a Čejče v okrese Hodonín a u Rakvic v okrese Břeclav, menší u Hlohovce a Úval v okrese Břeclav, u Vracova v okrese Hodonín, u Šatova v okrese Znojmo a u Dražovic v okrese Vyškov.

## Ekologie
Řebříček sleziníkolistý je druh ekologicky dosti skromný, není na přírodní podmínky příliš náročný. Roste na vlhkých až zamokřených loukách a pastvinách, při okrajích rákosin a porostů vysokých ostřic i podél odvodňovacích vodotečí. Potřebuje půdy bohaté na živiny s neutrální až zásaditou reakcí a snáší i poměrně zasolené půdy. Je druhem značně plastickým v délce a šířce listů a listenů i barvě jazykovitých květů a listenů.

## Popis
Vytrvalá bylina s lodyhou vysokou 30 až 90 cm která vyrůstá z vodorovného oddenku. Z oddenku, dlouhého až 10 cm, nejdříve vyroste listová růžice a později květonosná lodyha. Slabě žebernatá lodyha bývá přímá nebo vystoupavá, jednoduchá neb v horní části větvená, na průřezu oblá a mívá zelenou barvu s červenavým nádechem u báze. V mládí je řídce chlupatá a poměrně měkká, později ztvrdne a olysá. Rostlina má všechny listy dvou až třínásobně zpeřené. Listy v růžici jsou krátce řapíkaté a jejich délka bývá 3 až 11 cm. Spodní úzce podlouhlé lodyžní listy jsou včetně řapíku dlouhé 7 až 14 cm, listy výše postavené jsou přisedlé, ouškaté a postupně se zkracují. Vejčité listové úkrojky jsou nejčastěji dlouhé do 10 mm a široké do 6 mm. Střední a horní listy mají chrupavčitý lem který způsobuje jejich pichlavost.
Drobné květní úbory jsou uspořádány do řídkého až středně hustého květenství, chocholičnaté laty. Květy ve středu květního lůžka jsou oboupohlavné a mají bílou pěticípou trubkovitou korunu. Po okraji lůžka vyrůstá pět samičích květů, jejich trojlaločné liguly jsou širší než delší a bývají bílé, narůžovělé nebo sytě růžové. Víceřadý, úzce vejčitý či válcovitý zákrov má střechovitě seřazené listeny které jsou zelené se světle hnědým lemem a zprvu chlupaté.
Rostliny kvetou od konce května do poloviny července, po seči často vykvetou ještě v září. Jsou to cizosprašné, opylovány jsou hmyzem. Semena jsou obkopinaté klínovité nažky dlouhé 1,8 mm, jsou šedohnědě zbarvené a mají dvě světlá žebra. Je to diploidní druh 2n = 18.
Rostliny se rozmnožují jak rozrůstáním oddenků pomoci níž vytlačují jiné druhy ze svého blízkého okolí, tak i semeny která většinou vyklíčí téhož roku kdy dozrála. Drobná semena bývají rozšiřována anemochorně nebo endozoochorně.

## Možnost záměny
Diploidní řebříček sleziníkolistý se velmi podobá dalším druhům z okruhu řebříčku obecného, zejména tetraploidnímu druhu řebříčku lučnímu. Ten má hustší odění a jemněji členěné listy s úkrojky 1. řádu které jsou oproti rovině listu stočené, kratší řapíky a menší počet růžově kvetoucích jedinců. Jednoznačné určení je ale možné pouze zjištěním počtu chromozomů. Mimo území Česka lze řebříček sleziníkolistý zaměnit s také diploidním druhem Achillea roseoalba.

## Ohrožení
Většina stanovišť, kde se řebříček sleziníkolistý v minulosti vyskytoval, zanikla hlavně odvodněním a rozoráním zasolených mokrých luk a pastvin a jejich přeměnou na ornou půdu. Je proto ve třetím vydání „Červeného seznamu cévnatých rostlin České republiky“ zařazen mezi kriticky ohrožené druhy.